# Pritha hasselti
Pritha hasselti är en spindelart som först beskrevs av Simon 1906.  Pritha hasselti ingår i släktet Pritha och familjen Filistatidae. Inga underarter finns listade i Catalogue of Life.